# Дом-музей Герры Жункейру
Дом-музей Герры Жункейру (порт. Casa-Museu Guerra Junqueiro), также известный под названием Дом доктора Домингуша Барбозы (порт. Casa do Dr. Domingos Barbosa) — государственное историческое здание в городе Порту в Португалии, построенное в XVIII веке в стиле барокко; авторство проекта приписывается архитекторам Антонио Перейре и Никколо Назони. В 1940 году в здании был открыт дом-музей поэта Абилиу Мануэла Герры Жункейру. С 1997 года строение находится под охраной государства и классифицируется, как «собственность, представляющая общественный интерес».

## История
Дом был построен в 1730—1746 годах по заказу доктора Домингуша Барбосы, главного дьякона кафедрального собора Порту. Вначале авторство проекта приписывалось архитектору Никколо Назони, но после было пересмотрено некоторыми исследователями, которые атрибутировали его архитектору Антонио Перейре.
В 1940 году здание, вместе с антикварной мебелью, собраниями скульптуры и фарфора и литературным наследием поэта Абилиу Мануэла Герры Жункейру, было передано родственниками последнего в дар городу Порту с условием, что в нём будет основан музей. В 1942 году музей был открыт для публики.
В 1991—1992 годах площадь здания было увеличена; работы велись под руководством архитектора Альсину Сутинью. В 1996 году здание было снова расширено, и на этот раз на территории усадьбы были проведены археологические раскопки. В 1994—1997 годах дом-музей претерпел реконструкцию под руководством всё того же Альсину Сутинью, после чего в здании музея появились помещение для временных экспозиций, небольшая аудитория и магазин.